# Els Evolucionistes
Els Evolucionistes fou un grup artístic barceloní, en actiu entre 1917 i 1923, bé que tingué prolongacions formals molts anys més, que recollia un grup heterogeni d'artistes marcats pels principis estètics del noucentisme i alhora rebutjant-ne l'ortodòxia programàtica. Molt influenciats per l'obra de Cézanne que va ser exposada a Barcelona el 1917, tota una generació d'artistes barcelonins en va quedar marcada.
S'organitzaren una sèrie d'exposicions col·lectives al Cercle Artístic de Sant Lluc, la primera el 1918, que tingueren difusió i suport de la premsa, sobretot a través del crític d'Art i escriptor Sebastià Gasch, del promotor Joan Merli, i del crític d'art i periodista Joan Cortès i Vidal, impulsors d'aquest grup. Les Galeries Dalmau van exposar el grup l'any 1918. Artistes que hi participaren són: Joan Rebull, Josep Granyer, Josep Viladomat i Massanas, Emili Bosch i Roger, Francesc Elias, Apel·les Fenosa, Àngel Ferrant, Lluís Ferré Estela, Alfred Figueras, Manuel Humbert, Alfred Sisquella, Joan Serra.
El grup freqüentava el Café Paris i el districte cinquè, en un radi proper a l'escola d'Arts i Oficis Llotja.